# Шешори (курорт)
Шешори — невеликий гірськолижний курорт у Косівському районі Івано-Франківської області (село Шешори).
На курорті є один витяг на спортивно-туристичній гірськолижній базі, довжина — 800 м. Складність траси — середня.